# Metopella aporpis
Metopella aporpis är en kräftdjursart som beskrevs av J. L. Barnard 1962. Metopella aporpis ingår i släktet Metopella och familjen Stenothoidae. Inga underarter finns listade i Catalogue of Life.